# 王擢
王擢，五胡十六国時代軍人。秦州休屠（匈奴部族名）人。历仕後趙、东晋、前燕、前涼、前秦五朝。

## 生平
他是休屠酋長王羌哥哥的儿子。休屠本来臣服后赵，在陇西维持势力。咸和五年（330年）王羌反赵。後趙秦州刺史臨深命令司馬管光率领州軍討伐，王羌还击。于是隴西騒然，氐、羌纷纷起来反抗后赵。後趙君主石勒派河東王石生到隴城处理局势，石生买通王擢，使王擢倒戈。王擢本来就和王羌不睦，这时他答应了石生的要求，对王羌发起了夹击。结果王羌兵败逃往凉州。王擢归顺后赵，被封为镇远将军，镇守陇西。
咸康五年（339年）九月，王擢上表雍、秦二州望族，自东迁已来，都在戍役守境之例，既是衣冠华胄，应当优免，石虎同意。从此皇甫、胡、梁、韦、杜、牛、辛等十七姓免除军籍，与旧士族地位同等，随才铨叙，想要回到家乡的人都被同意。除了此等之外，其他不得为例。
建元二年（344年）四月，与前涼寧戎校尉張瓘战于三交城，敗北。
永和二年（346年）五月，与涼州刺史麻秋、将軍孫伏都等人攻入前涼。王擢攻入武街后，武街投降。前涼護軍曹权、胡宣被俘，强行将七千余家迁往雍州。麻秋、孫伏都也攻克了金城。结果凉州陷入混乱，前涼君主張重華调集全国所有兵力，命征南将軍裴恒迎击。裴恒畏惧敌军实力，没有出战。張重華命令中堅将軍謝艾率领精兵五千迎击麻秋，后赵军迎击而惨败。此战，後趙损失了将軍綦毋安等五千余人，被迫撤退。
永和三年（347年）五月，与麻秋、石寧、劉寧等人再次攻入前涼。麻秋、石寧率军十二万驻河南，王擢与劉寧攻克晋興、广武、武街，越过洪池嶺，进至曲柳。張重華命令将軍牛旋迎击，牛旋却撤退至枹罕，不敢交战，这让姑臧百姓大为不满。張重華派行衛将軍謝艾、軍正将軍索遐率领两万大军，抵御敌军。謝艾率部出击，挡住了后赵军的进攻，别将楊康在沙阜击破劉寧，王擢率部退守金城。
七月，将军孫伏都、劉渾率两万精兵会合，進軍渡河，在金城北筑長最城。謝艾在神鳥布陣，王擢軍作为前鋒迎击，大败，退至河南。八月，謝艾進击，麻秋大败。于是後趙軍全都撤退至金城。
永和五年（349年）五月，後趙彭城王石遵簒奪帝位，沛王石沖以誅殺石遵为名义起兵。石遵闻言，急忙派遣王擢，写信劝谏石沖，石沖不听。石沖率十万大军进攻，石閔（后来的冉閔）、李农将他击败并誅殺。后来，王擢被任命为西中郎将。永和七年（351年）后赵灭亡，王擢继续在陇西维持势力。
永和八年（352年）七月，遣使至东晋请求归顺，东晋任命他为征西将军、秦州刺史。十月，又遣使向前燕投降，被任命为益州刺史。十一月，前秦丞相苻雄攻打陇西，王擢兵败，投奔前涼。苻雄还军，驻扎隴東。張重華待王擢甚厚，封他为假節、征虜将軍、秦州刺史。
永和九年（353年）二月、前涼将軍張弘、宋脩率兵一万五千人征伐前秦，与王擢合军。苻雄、衛大将軍苻菁在龍黎迎击，前涼軍大敗，损失一万二千人，張弘、宋脩被俘，送往长安。王擢放棄秦州向姑臧撤退。张重华对此战败表示哀悼，身穿丧服，为战死者默哀，还派遣使者前去吊問。
五月，王擢率兵两万，攻入前秦领地上邽。秦州郡县多响应王擢，王擢击破苻願，迫使他退守长安。
永和十年（354年）三月，東晋太尉桓温攻打前秦，王擢响应桓温，攻打陈仓。五月，王擢攻克陈仓，殺害前秦扶風内史毛難。六月，桓温開始撤退，苻雄进至陳倉，攻打王擢。王擢大败，逃往略陽。
桓温入关时，、王擢派人致书给前涼君主張祚，表示桓温用兵精明，实力不可预测。張祚害怕桓温侵犯前涼，也担心王擢与桓温合作谋反。于是，他与马岌密谋，暗中派人刺杀王擢。王擢却提前知晓，杀死了馬岌。这让王擢与前涼政权产生了矛盾。
十月，張祚让平東将軍秦州刺史牛霸、司兵張芳率兵三千討伐王擢。十一月，王擢兵败，逃往前秦，被任命为尚书。
其子王統、王廣，王統在前秦担任扶風内史、益州刺史。